# Associazione Calcio Brescia 1941-1942
Questa pagina raccoglie le informazioni riguardanti l'Associazione Calcio Brescia nelle competizioni ufficiali della stagione 1941-1942.

## Stagione
Il Brescia nella stagione 1941-1942 ha disputato il campionato di Serie B, piazzandosi quinto in classifica con 39 punti ha sfiorato la promozione, nel torneo vinto dal Bari con 49 punti davanti al Vicenza con 47 punti che hanno ottenuto la promozione in Serie A. Sono retrocesse in Serie C la Fiumana, la Reggiana, il Prato e la Lucchese.
In Coppa Italia supera il Savona nei sedicesimi di finale vincendo 2-1 in casa, viene quindi eliminato dal Padova, perdendo 3-2 in campo avverso.

## Rosa
| N. |                   | Ruolo | Calciatore        |
| -- | ----------------- | ----- | ----------------- |
|    | Italia (bandiera) | P     | Giuseppe Romano   |
|    | Italia (bandiera) | P     | Fioretti          |
|    | Italia (bandiera) | D     | Carlo Albini      |
|    | Italia (bandiera) | D     | Faustino Ardesi   |
|    | Italia (bandiera) | D     | Libero Dossena    |
|    | Italia (bandiera) | D     | Andrea Gadaldi    |
|    | Italia (bandiera) | D     | Alberto Mazzucco  |
|    | Italia (bandiera) | D     | Giorgio Michelini |
|    | Italia (bandiera) | D     | Franco Petermann  |
|    | Italia (bandiera) | D     | Bruno Vale        |
|    | Italia (bandiera) | C     | Carlo Azzimonti   |

| N. |                   | Ruolo | Calciatore      |
| -- | ----------------- | ----- | --------------- |
|    | Italia (bandiera) | C     | Renato Cervati  |
|    | Italia (bandiera) | C     | Aldo Dusi       |
|    | Italia (bandiera) | C     | Giuseppe Faita  |
|    | Italia (bandiera) | C     | Luigi Ganelli   |
|    | Italia (bandiera) | C     | Danilo Martelli |
|    | Italia (bandiera) | C     | Umberto Renica  |
|    | Italia (bandiera) | A     | Renato Ghezzi   |
|    | Italia (bandiera) | A     | Athos Miniati   |
|    | Italia (bandiera) | A     | Arrigo Morselli |
|    | Italia (bandiera) | A     | Italo Rebuzzi   |

## Risultati

### Serie B

#### Girone di andata
| Arbitro: | Zambotto (Padova) |

|                          |           |                 |
| Martelli 30’ Ganelli 56’ | Marcatori | 24’ (aut.) Vale |

| Arbitro: | Scotto (Savona) |

|  |           |          |
|  | Marcatori | 28’ Dusi |

| Arbitro: | Moretti (Genova) |

|            |           |  |
| Miniati 4’ | Marcatori |  |

| Arbitro: | Bernardi (Savona) |

|             |           |  |
| Cortini 51’ | Marcatori |  |

| Arbitro: | Cambi (Livorno) |

|                                              |           |                                 |
| Costa 23’ (rig.) Costanzo 28’, 82’ Borra 48’ | Marcatori | 14’ (rig.) Martelli 69’ Miniati |

| Arbitro: | Gnocchini (Alessandria) |

|                                                  |           |  |
| Ganelli 3’ Morselli 50’ Martelli 67’ Miniati 73’ | Marcatori |  |

| Arbitro: | Coletti (Treviso) |

|                          |           |          |
| Mannocci 43’ Ferrari 66’ | Marcatori | 19’ Dusi |

| Arbitro: | Goracci (Firenze) |

|                  |           |           |
| Miniati 38’, 89’ | Marcatori | 22’ Violi |

| Padova 21 dicembre 1941 9ª giornata | Padova      | 0 – 0 | Brescia | Stadio Silvio Appiani\| Arbitro: \| Fois (Roma) \| |
| Arbitro:                            | Fois (Roma) |       |         |                                                    |

| Arbitro: | Cambi (Livorno) |

|                     |           |                 |
| Martelli 78’ (rig.) | Marcatori | 33’ Tontodonati |

| Arbitro: | Neri (Vicenza) |

|                   |           |                                  |
| Gallazzi 81’, 88’ | Marcatori | 27’, 78’ Rebuzzi II 36’ Martelli |

| Arbitro: | Donati (Milano) |

|                             |           |                    |
| Rebuzzi II 40’ Martelli 58’ | Marcatori | 7’ Rosso 88’ Fibbi |

| Savona 18 gennaio 1942 13ª giornata | Savona                  | 0 – 0 | Brescia | Campo di Corso Ricci\| Arbitro: \| Gnocchini (Alessandria) \| |
| Arbitro:                            | Gnocchini (Alessandria) |       |         |                                                               |

| Arbitro: | Bertolio (Torino) |

|             |           |                      |
| Miniati 40’ | Marcatori | 53’ (aut.) Michelini |

| Arbitro: | Mazza (Torre del Greco) |

|  |           |                                                                          |
|  | Marcatori | 32’ (aut.) 85’ (aut.) Casarini 53’ Morselli 59’ Miniati 72’, 88’ Ganelli |

| Arbitro: | Poggipollini (Ferrara) |

|              |           |           |
| Martelli 54’ | Marcatori | 74’ Capri |

| Arbitro: | Bianchi (Firenze) |

|                |           |                                                |
| Del Medico 32’ | Marcatori | 6’, 26’, 68’ Ganelli 44’ Martelli 83’ Morselli |

#### Girone di ritorno
| Arbitro: | Bernardi (Savona) |

|           |           |  |
| Poggi 43’ | Marcatori |  |

| Arbitro: | Bellè (Venezia) |

|                                             |           |  |
| Ganelli 20’ (rig.) Martelli 28’ Miniati 74’ | Marcatori |  |

| Arbitro: | Bellè (Venezia) |

|                   |           |  |
| Mainardi 10’, 72’ | Marcatori |  |

| Arbitro: | Gnocchini (Alessandria) |

|                   |           |  |
| Martelli 21’, 36’ | Marcatori |  |

| Arbitro: | Bogetti (Torino) |

|                           |           |           |
| Miniati 10’ Michelini 60’ | Marcatori | 52’ Costa |

| Arbitro: | Cardinali (Milano) |

|  |           |                                         |
|  | Marcatori | 17’ Ganelli 55’ Rebuzzi II 78’ Martelli |

| Arbitro: | Silvano (Torino) |

|                             |           |                                 |
| Rebuzzi II 39’ Morselli 85’ | Marcatori | 66’ Bellini 87’ (aut.) Morselli |

| Arbitro: | Bianchi (Firenze) |

|              |           |  |
| Romanini 75’ | Marcatori |  |

| Arbitro: | Galeati (Bologna) |

|                          |           |             |
| Cervati 59’ Morselli 86’ | Marcatori | 23’ Cassani |

| Arbitro: | Camiolo (Milano) |

|                         |           |  |
| Crziato 31’ Melatti 40’ | Marcatori |  |

| Arbitro: | Viarengo (Asti) |

|                         |           |              |
| Cervati 7’ Martelli 16’ | Marcatori | 77’ Gallazzi |

| Arbitro: | Tassini (Verona) |

|                          |           |              |
| Foglia 57’ Garbarino 70’ | Marcatori | 16’ Morselli |

| Arbitro: | Nerozzi (Verona) |

|                          |           |            |
| Morselli 28’ Ganelli 36’ | Marcatori | 71’ Tomasi |

| Arbitro: | Galeati (Bologna) |

|                          |           |  |
| Orlando 54’ Mezzadra 60’ | Marcatori |  |

| Arbitro: | Poggipollini (Ferrara) |

|                                                     |           |                            |
| Azimonti 21’ Miniati 31’, 52’, 66’, 68’ Ganelli 45’ | Marcatori | 41’ Cavazza 87’ Valcareggi |

| Arbitro: | Bertolio (Torino) |

|               |           |  |
| Quaresima 63’ | Marcatori |  |

| Arbitro: | Silvano (Torino) |

|  |           |          |
|  | Marcatori | 8’ Orzan |

### Coppa Italia
| Arbitro: | Scarpi (Dolo) |

|                          |           |                |
| Martelli 24’ Miniati 42’ | Marcatori | 67’ Gianesello |

| Arbitro: | Venutti (Trieste) |

|                                |           |                                    |
| Cassani 15’, 78’ Belardini 89’ | Marcatori | 64’ Miniati 87’ (aut.) Passalacqua |

## Statistiche

### Statistiche di squadra
| Competizione | Punti | In casa | In casa | In casa | In casa | In casa | In casa | In trasferta | In trasferta | In trasferta | In trasferta | In trasferta | In trasferta | Totale | Totale | Totale | Totale | Totale | Totale | DR  |
| Competizione | Punti | G       | V       | N       | P       | Gf      | Gs      | G            | V            | N            | P            | Gf           | Gs           | G      | V      | N      | P      | Gf     | Gs     | DR  |
| ------------ | ----- | ------- | ------- | ------- | ------- | ------- | ------- | ------------ | ------------ | ------------ | ------------ | ------------ | ------------ | ------ | ------ | ------ | ------ | ------ | ------ | --- |
| Serie B      | 39    | 17      | 11      | 5       | 1       | 35      | 16      | 17           | 5            | 2            | 10           | 22           | 21           | 34     | 16     | 7      | 11     | 57     | 37     | +20 |
| Coppa Italia |       | 1       | 1       | 0       | 0       | 2       | 1       | 1            | 0            | 0            | 1            | 2            | 3            | 2      | 1      | 0      | 1      | 4      | 4      | 0   |
| Totale       |       | 18      | 12      | 5       | 1       | 37      | 17      | 18           | 5            | 2            | 11           | 24           | 24           | 36     | 17     | 11     | 12     | 61     | 41     | +20 |

### Statistiche dei giocatori
| Giocatore    | Serie B  | Serie B | Coppa Italia | Coppa Italia | Totale   | Totale |
| Giocatore    | Presenze | Reti    | Presenze     | Reti         | Presenze | Reti   |
| ------------ | -------- | ------- | ------------ | ------------ | -------- | ------ |
| C. Albini    | 33       | 0       | 2            | 0            | 35       | 0      |
| F. Ardesi    | 1        | 0       | -            | -            | 1        | 0      |
| C. Azzimonti | 34       | 1       | 2            | 0            | 36       | 1      |
| R. Cervati   | 12       | 2       | -            | -            | 12       | 2      |
| L. Dossena   | 2        | 0       | -            | -            | 2        | 0      |
| A. Dusi      | 16       | 2       | 2            | 0            | 18       | 2      |
| G. Faita     | 4        | 0       | -            | -            | 4        | 0      |
| Fioretti     | 1        | -1      | -            | -            | 1        | -1     |
| A. Gadaldi   | 20       | 0       | 2            | 0            | 22       | 0      |
| L. Ganelli   | 25       | 11      | 2            | 0            | 27       | 11     |
| R. Ghezzi    | 7        | 0       | 2            | 0            | 9        | 0      |
| D. Martelli  | 33       | 13      | 2            | 1            | 35       | 14     |
| A. Mazzucco  | 8        | 0       | -            | -            | 8        | 0      |
| G. Michelini | 29       | 1       | 2            | 0            | 31       | 1      |
| A. Miniati   | 34       | 13      | 2            | 2            | 36       | 15     |
| A. Morselli  | 22       | 7       | -            | -            | 22       | 7      |
| F. Petermann | 4        | 0       | -            | -            | 4        | 0      |
| I. Rebuzzi   | 20       | 5       | -            | -            | 20       | 5      |
| U. Renica    | 3        | 0       | -            | -            | 3        | 0      |
| G. Romano    | 33       | -36     | 2            | -4           | 35       | -40    |
| B. Vale      | 32       | 0       | 2            | 0            | 34       | 0      |